# 니우에 의회
니우에 의회(니우에어: Niue Fono Ekepule)는 니우에 입법부이다. 의회의 정원은 20명으로, 14명은 지역별로 소선거구제로 선출되고, 6명은 전국구로 선출한다. 의원의 임기는 3년이다. 의회는 웨스트민스터식 정부제도를 따르고 있으며, 의회 안에서 내각을 선출한다.